# Изгияев, Сергей Давидович
Сергей Давидович Изгияев (24 ноября 1922, Мюшкюр (Нюгди), близ Дербента, Дагестан — 27 июля 1972) — горско-еврейский советский поэт, драматург и переводчик. Член Союза писателей СССР

## Биография
Родители С.Изгияева, отец Давид-Хаим и мать Лия дочь Исаака до установления советской власти в Дагестане, жили в селении Нюгди (Мушкур), Дербентского района. В 1918 году родители будущего поэта переселились в Дербент. Отец поэта работал на рыбных промыслах, мать была известная знахарка, отовсюду обращались к ней за помощью.
В 1930 году Сергей Давыдович начал учиться, будучи учеником 5-го класса пробовал писать свои первые стихи. Первыми учителями поэта были Дубия и Миши Бахшиев, Хизгил Авшалумов и другие старшие товарищи по перу.
Первые стихи опубликовались в республиканской газете «Красное знамя», издаваемая на языке горских евреев в городе Дербенте. Затем начали публиковаться заметки, фельетоны, статьи. В 1939 году стихи С. Изгияева были опубликованы в татском альманахе. В юные годы поэт встречался с известными народными певцами с Хизгия Дадашевым и Шаулом Симанду (Симандуевым). Можно сказать, что именно Шаул Симанду-поэт юморист, сатирик, чудесный лирик и ашуг-импровизатор научил многому молодого Сергея Изгияева. Удивительная красота природы родного края, его буйные реки, богатые лесные массивы, горы и долины, а также трудолюбивый народ помогали в создании лирических стихов. В 1939 году молодой семнадцатилетний Сергей женился на шестнадцатилетней красавице Саре, прожили в любви 33 года, родили шесть детей, первенец умер в младенчестве.
С сентября 1941 года по 1946 годы поэт находился на военной службе в Грузии, граница СССР-Турция, был пограничником и переводчиком, где продолжал писать и печатался в армейской прессе. В эти годы, находясь на службе, написал поэму «Встреча героев»
После демобилизации занимался самообразованием, заочно окончил педагогическое училище, работал на местном радио. В 1947 году участвовал в первом съезде молодых писателей Дагестана. С 1950 г. по 1952 г.работал в аппарате горкома партии инструктором, также в 1952 году с отличием окончил Дербентское педагогическое училище, в 1955 году очно с отличием окончил областную партшколу,
В начале 1960-х годов окончил высшее учебное заведение. С 1961 года работал председателем колхоза, заведующим отделом культуры Дербентского райисполкома и на других руководящих должностях. В марте1966 принят в Союз писателей СССР.
Во всех выпусках альманахов на джуури, издававшихся Дагестанским книжным издательством, печатались стихи и другие произведения поэта-драматурга С.Изгияева.
Помимо стихов и поэм писал для горско-еврейского театра, автор нескольких пьес - «Семья Биньямина», «Сестра» (гор.-евр. «Духтер г1эме»), «Молодой бригадир». Переводил на горско-еврейский язык стихи и пьесы с русского, аварского, азербайджанского и других языков. Перевёл либретто оперы Узеира Гаджибекова «Лейли и Меджун», поставленной горско-еврейским театром, также перевёл поэмы Расула Гамзатова «Высокие звёзды» (гор.-евр. «Буьлуьнде астарегьо»). 1968 г., «Дагестан» и ряд стихов Сулеймана Стальского и Гамзата Цадасы.
Около тридцати стихотворений Сергея Изгияева стали песнями. Музыку писали композиторы Джумшуд Ашуров, Баба Кулиев, Юно Авшалумов и были записаны на пластинки. Наиболее известные песни «Гюльбоор», «Пришла весна», «Нарын-Кала», «Песня чабана», «Дагестан», «Песня о мире», «Река дружбы», «Песня виноградарей», «Мержо» и многие другие.
Изгияев много стихотворений посвятил своей жене, одно из которых «К любимой», написанное им будучи ещё женихом.
К любимой
Такой, как ты, красивой, недоступной
Я не встречал, не видел, не любил.

Но, вот в окно тихонько кто-то стукнул,

И час мой предназначенный пробил.

Я пленник твой. Казни и измывайся.

Я всё снесу и всё перетерплю.

Кружи мне голову порывом вальса

И, как Вийону, приготовь петлю.

Сведи с ума и вновь верни рассудок.

Мой день настал. Я принял честно бой.

Ведь я тебе самой судьбой присужен,

И потому я безнадёжно твой.

Вернись, как прежде, ветрено и томно.

Плыви ладьёй, плыви в ночи луной.

Придёт то время, просто и достойно

Я всё же назову тебя женой.
Стихотворение «Дочурке Свете» он посвятил своей младшей дочке.
Дочурке Свете
Сорок, — уже седеет голова.
Жизнь ровней проходит, я беспечней,

С губ трудней срываются слова, 

И болит и ноет на ночь печень.

Все мы, все в небытие уйдём,

Все мы в мироздании растаем,

Но пришёл ребёнок в старый дом 

Света, и светлее в доме стало.
Умер Сергея Изгияев в июле 1972 года.

## Книги
При жизни поэта вышли в свет пять сборников стихов, поэм и пьес:
- (джуури:«Иму гъэлхэнд шолуминим») — «Мы защитники мира» (1952)[3]
- (джуури:«МэгIнигьой жовони») — «Песни молодости» (1959)[4]

В 1959, наряду со многими другими поэтами Сергей Изгияев опубликовал свои стихи в литературной антологии (джуури: «Сесгьой жовонгьо») — «Голоса молодых».
- (джуури:«Стихигьо») — «Стихи» (1963)[5]
- (джуури:«Фикиргьой шогьир») — «Думы поэта» (1966)[6]
- (джуури:«Суьгьбет э дуьлевоз») — «Разговор с сердцем» (1970)[7]

Напечатанные книги после смерти поэта:
- (джуури:«Муьгьбет ве гьисмет») — «Судьба и любовь» (1972)[8]
- (джуури:«Э иму ижире гIэдоти») — «Обычай у нас таков» (1977)[9]
- (джуури:«Стихигьо ве поэма») — «Стихи и поэма» (1981)[10]
- «Избранное» (СПб., 2002)[11]

## Книжная галерея

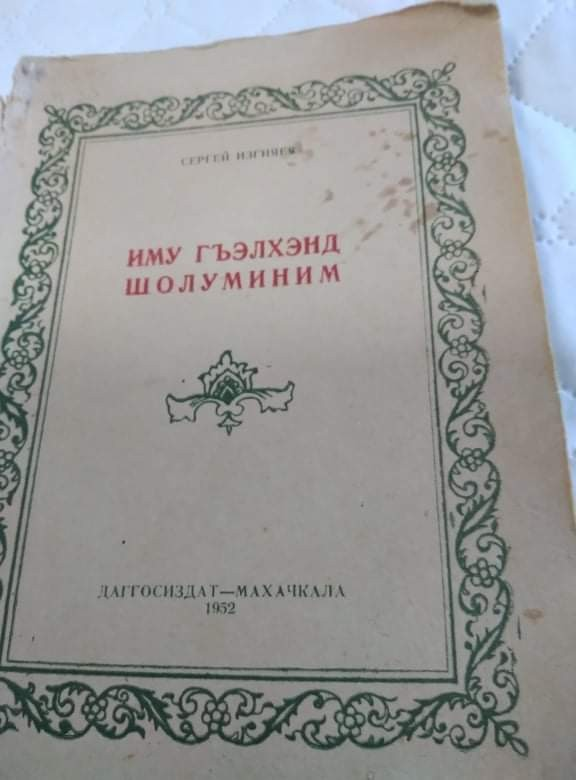
Мы защитники мира (1952)

## Семья
Старший сын Раши (1947—2009) умер в городе Дербенте. Остальные дети Лиё (Лиза), Давид-Хаим, Руспо (Роза), Светлана и внуки живут в Израиле.

## Награды
- Юбилейная медаль «Двадцать лет Победы в Великой Отечественной войне 1941—1945 гг.» (1965)